# ممدوح المعايطة
ممدوح المعايطة (1930 - 1993) شاعر وأديب أردني من مواليد الكرك. يُعتبر أحد أشهر ورّاقي مدينة عمّان، حيث أسهم في الحياة الثقافية المحلية للمدينة. أسس بعد قدومه من القدس بعد حرب 1967، مكتبة وخزانة الجاحظ الموجدة بين شارعيّ فيصل وبسمان في وسط البلد، التي أصبحت أحد المعالم الثقافية لمدينة عمّان، والتي ورث المهنة فيها عن أبيه وجده.

## حياته
كان ممدوح جنديا في الجيش الأردني في القدس وأصيب بانفجار لغم أرضي في منطقة قلنديا أثناء واجب الدفاع عن المدينة عام 1948 وقطعت قدمه على أثره، وانتقل للعلاج في بيروت التي شكلت بدورها نقلة نوعية في مسيرته الثقافية حيث تعرف على تقنيات الوراقين ودور النشر والمطابع، عاد بعدها إلى عمّان عام 1967، وبعد تقاعده بدأ بالتفكير بإنشاء المكتبة من جديد وكان أول تأسيس لها في عمّان عام 1967 بالقرب من المدرج الروماني. توفي في عمان عام 1993، بعد أن ورثه أبناؤه في المهنة ذاتها.

## نبذة تاريخية
للمعايطة مع الكتب والمخطوطات تاريخ عريق وممتد، فجدّه سلمان المعايطة كان أول من اختط هذا الدرب من جذور العائلة ومؤسسيها، وافتتح في القدس وتحديداً في باب العمود في العام 1850 مكتبة وخزانة للكتب حملت بداية اسم مكتبة «حائط البراق». وبعد وفاة سلمان جده ورث أبوه خليل المكتبة ومحتوياتها. وعندما أصيب بمعركة قرب العيزرية من أعمال القدس، تولى ممدوح العمل في المكتبة، إلى أن أصيب هو الآخر قرب بلدة قلندية في معارك الدفاع عن القدس.
وبعد قدومه إلى عمّان في نهاية الستينات من القرن الفائت، استفاد ممدوح المعايطة من قرار أصدره الملك عبد الله الأول، ومنحه بموجبه الحق في تأسيس مكتبة أو خزانة لبيع الكتب في المكان الذي يراه مناسباً بعد أن أدت إصابته إلى فقدانه إحدى ساقيه. فاختار بداية سوق اليمنية مكاناً لكتبه ومخطوطاته النادرة التي يعود تاريخ بعضها إلى مئات السنين الماضية، ثم انتقل إلى جوار البنك العربي قريباً من حلويات أبو سير، وبعدها قرب سبيل الحوريات، إلى أن استقر المقام بأولاده بعد وفاته في شارع الأمير محمد عند زاوية شارع بسمان مقابل البريد المركزي ومطعم هاشم.

## مكتبة خزانة الجاحظ
سُميت المكتبة باسم الجاحظ، عندما لاحظ أهالي القدس جحوظ عيني ممدوح المعايطة في الفترة القليلة التي عمل فيها بالمكتبة قرب باب العمود قبل انتقالها إلى عمان.

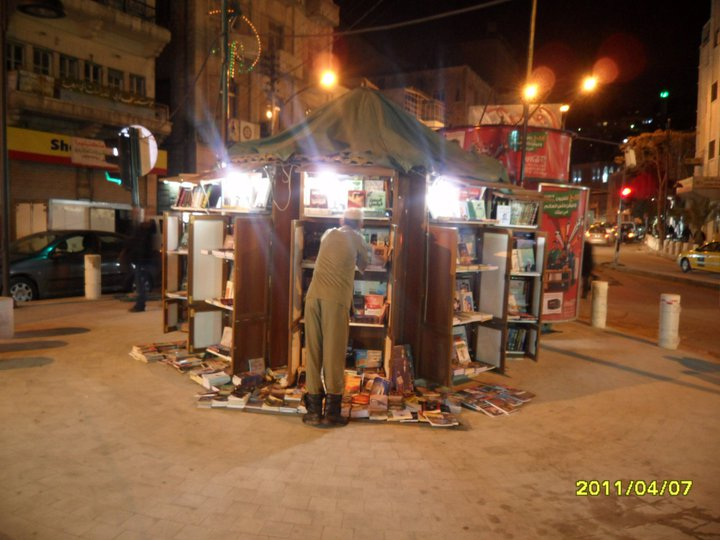
مكتبة خزانة الجاحظ

يشار بالذكر إلى أنه يتراوح عمر بعض الكتب الموجودة في المكتبة والخزنة ما بين 600 إلى 800 عام. وتحوي كتب باللغات العربية والعبرية والسريانية والإنجليزية ولغات أخرى. وخلافاً لمعظم الأكشاك الأخرى، تعير مكتبة خزانة الجاحظ الكتب لمدد محدودة بأجر زهيد (دينار مقابل استعارة الكتاب لمدة شهر) وبضمانة ثمن الكتاب المسترد في حال إرجاعه.

## وصلات خارجية
- فلم وثائقي قصير عن مكتبة الجاحظ. على يوتيوب
- صفحة مكتبة الجاحظ على موقع Facebook. على يوتيوب

مقابلة على الفضائية الشركسية صاحب خزانة الجاحظ على يوتيوب